# Thorold Rogers
James Edwin Thorold Rogers, ou simplesmente Thorold Rogers (23 de março de 1823 — 14 de outubro de 1890), foi um economista, historiador e político liberal inglês que atuou na Câmara dos Comuns de 1880 a 1886. Empregou métodos históricos e estatísticos para analisar algumas das principais questões econômicas e sociais na Inglaterra vitoriana. Como um defensor do livre comércio e da justiça social, distinguiu-se de outros dentro da escola histórica inglesa.

## Vida e carreira
Rogers nasceu em West Meon, Hampshire, filho de George Vining Rogers e sua esposa Mary Ann Blyth, filha de John Blyth. Foi educado no King's College de Londres e no Magdalen Hall de Oxford.
Tornou-se o primeiro Tooke Professor de Estatística e Ciências Econômicas no King's College de Londres, de 1859 até sua morte. Durante esse tempo, também ocupou o cargo de Drummond Professor de economia política no All Souls College de Oxford, entre 1862 e 1867, quando Bonamy Price foi eleito em seu lugar. Virou amigo de Richard Cobden, um defensor do livre comércio, da não intervenção na Europa e do fim da expansão imperial; o conheceu durante seu primeiro mandato como Drummond Professor. Rogers disse sobre Cobden, "ele sabia que a economia política era, ou deveria ser, eminentemente indutiva, e que um economista sem fatos é como um engenheiro sem materiais ou ferramentas." Tinha uma grande quantidade de evidências à sua disposição: suas obras mais influentes foram os 6 volumes de History of Agriculture and Prices in England from 1259 to 1795 e Six Centuries of Work and Wages; passou 20 anos coletando fatos para o último trabalho.
Serviu como presidente do primeiro dia do Congresso Cooperativo de 1875. Foi eleito Membro do Parlamento (MP) por Southwark pelo Partido Liberal em 1880, ocupando a cadeira até 1885. Na eleição geral de 1885, foi eleito parlamentar por Bermondsey, ocupando a cadeira até 1886. Também lecionou economia política no Worcester College de Oxford em 1883 e foi reeleito Drummond Professor em 1888.

## Obras
- A History of Agriculture and Prices in England from 1259 to 1793 (1866–1902), 7 vols. I, II (1866), III, IV (1882), V, VI (1887), VII, Part I, VII, Part II (1902)
- Speeches on questions of public policy by John Bright, M.P. Prefácio de James E. Thorold Rogers, editor.  2 vols. Londres: Macmillan and Co. (1868)
- Adam Smith, An Inquiry into the Nature and Causes of the Wealth of Nations, 2 vols. (1869); edição revisada (1880); on line at Osmania University, Digital Library of India, Internet Archive. Prefácio de Thorold Rogers pp. v–xxx1x and v. II (1869)
- Historical Gleanings, A Series of Sketches (Montagu, Walpole, Adam Smith, Cobbett), Londres : Macmillan (1869)
- Speeches on Questions of Public Policy by Richard Cobden, M.P., Edited by John Bright and James E. Thorold Rogers, Londres, T. Fisher Unwin (1870).  Prefácio de Thorold Rogers.  v. 1 ISBN 1-84702-915-9 v. 2 ISBN 1-4254-9223-1; terceira ed. (1908) disponível na Library of Economics and Liberty
- Cobden and Modern Political Opinion. Essays on certain political topics, Londres, Macmillan (1873) on line.[ligação inativa][Falta ISBN]
- A Complete Collection of the Protests of the Lords: With Historical Introductions, Vol. 1 1624–1741. Oxford, Clarendon Press; Londres, Macmillan & Co. (1875) On line. vol. 2. 1741–1825; vol. 3. 1826–1874.
- Public Addresses by John Bright, M.P., ed. James E. Thorold Rogers, Prefácio de Thorold Rogers, pp. v–xi. 2nd ed., revisada. Londres, Macmillan (1879) On line.
- Six Centuries of Work and Wages: The History of English Labour 2 vols. Londres, Swan Sonnenschein (1884) ISBN 0-415-38229-7 – McMaster. On line.
- The First Nine Years of the Bank of England, Londres, Macmillan (1887)  Internet Archive, on line.
- The Relations of Economic Science to Social and Political Action. Londres: Swan Sonnenschein (1888).
- The Economic Interpretation of History Londres, G.P. Putnam's Sons (1888); T. Fisher Unwin (1909).
- Holland. Londres, T. Fisher Unwin (1888); Nova Iorque, G.P. Putnam's Sons (1889)
- The Industrial and Commercial History of England: Lectures Delivered to the University of Oxford,  ed. Arthur G. L. Rogers. Nova Iorque, G. P. Putnam, 1892.  Google Books, on line.